# Valhalla Rising
Valhalla Rising (bra: O Guerreiro Silencioso; prt: Valhalla Rising - Destino de Sangue) é um filme britânico-dinamarquês de 2009, coescrito por Nicolas Winding Refn e Roy Jacobsen e dirigido por Nicolas Winding Refn, estrelado por Mads Mikkelsen.

## Sinopse

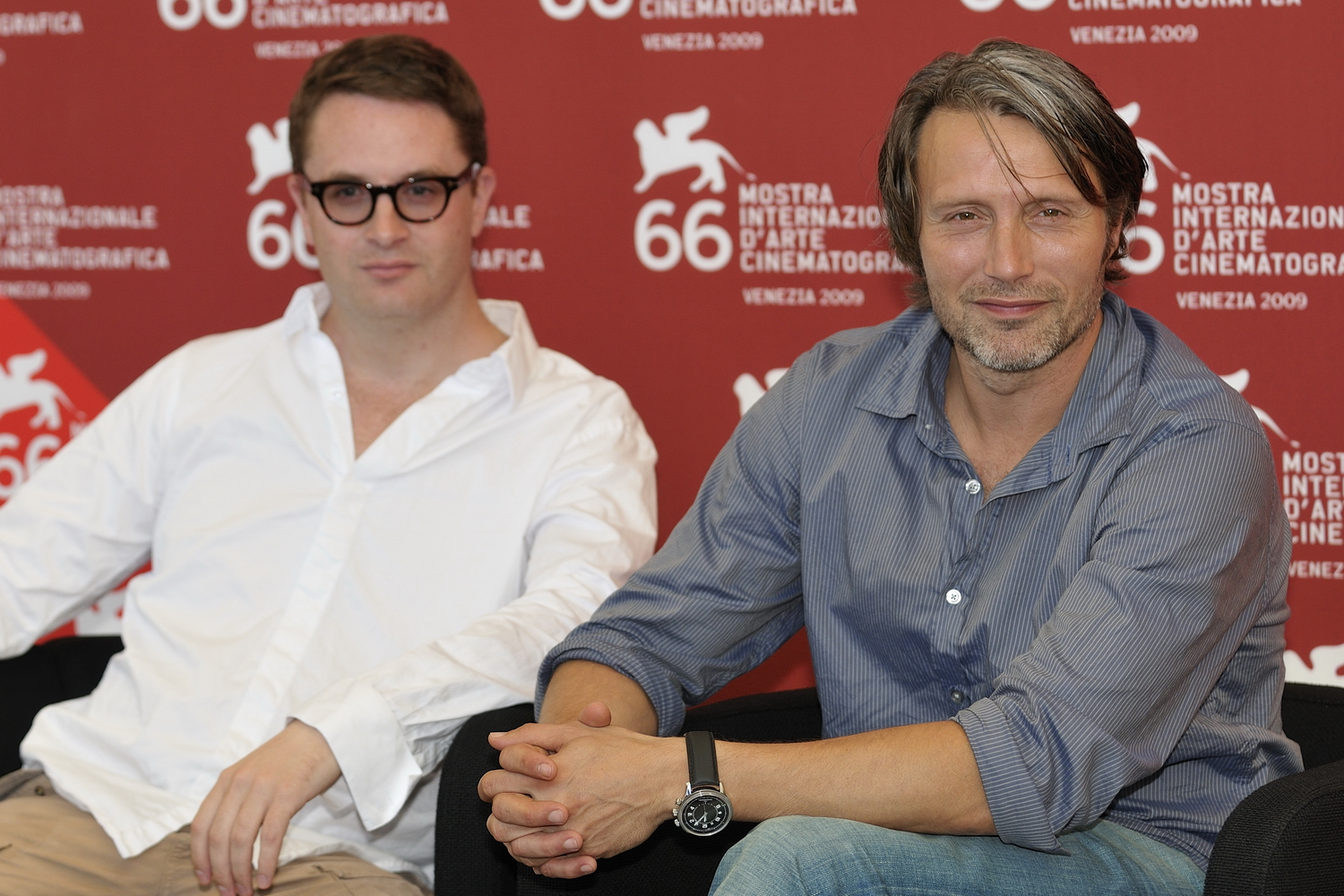
Nicolas Winding Refn (diretor) e Mads Mikkelsen no Festival de Veneza, em 2009.

O filme se passa a 1000 d.C. Durante anos, um guerreiro mudo de força sobrenatural chamado One-Eye (Mads Mikkelsen), foi mantido prisioneiro.
Ajudado por um menino, ele mata seu opressor e junto fogem, iniciando uma viagem ao coração das trevas.
Durante a fuga, quando estão a bordo de um navio viquingue, mas o navio é logo engolido por um interminável nevoeiro que o leva a uma terra desconhecida.
Este novo mundo revela os seus segredos e os viquingues confrontam um destino terrível e sangrento.
É neste mundo que o Guerreiro Silencioso irá descobrir quem na verdade ele é.